# 虎ノ門3丁目プロジェクト
虎ノ門3丁目プロジェクト（とらのもん3ちょうめプロジェクト）は東京都港区にある再開発地区。デベロッパーは森ビル。

## 概要
この地区は、東京都港区虎ノ門3丁目にある森ビル所有の「ナンバービル」と呼ばれている虎ノ門37森ビルや虎ノ門36森ビル、それに、虎ノ門35森ビルと虎ノ門30森ビルが立地しており、この地区の北側には虎ノ門ヒルズ、南側には神谷町トラストタワーがある。
この再開発について、森ビル社長の辻慎吾は、「2026年の都市計画提案を目指して推進する」との考えを示した。